# Équipe de Tunisie de football en 2016
L'équipe de Tunisie de football participe en 2016 au championnat d'Afrique des nations au Rwanda, aux éliminatoires de la coupe d'Afrique des nations 2017 ainsi qu'au troisième tour des éliminatoires de la coupe du monde 2018.

## Matchs
| Date             | Stade                                                           | Adversaire | Score | Comp   | Buteurs tunisiens                                   |
| ---------------- | --------------------------------------------------------------- | ---------- | ----- | ------ | --------------------------------------------------- |
| 18 janvier 2016  | Stade Amahoro Kigali, Rwanda                                    | Guinée     | 2-2   | CHAN   | Akaichi 33e 51e                                     |
| 22 janvier 2016  | Stade Amahoro Kigali, Rwanda                                    | Nigeria    | 1-1   | CHAN   | Akaichi 70e                                         |
| 26 janvier 2016  | Stade Amahoro Kigali, Rwanda                                    | Niger      | 5-0   | CHAN   | Bguir 5e 39e, Akaichi 76e, Ben Amor 80e, Essifi 90e |
| 31 janvier 2016  | Stade Amahoro Kigali, Rwanda                                    | Mali       | 1-2   | CHAN   | Moncer 14e                                          |
| 25 mars 2016     | Stade Mustapha-Ben-Jannet Monastir, Tunisie                     | Togo       | 1-0   | QCAN   | Msakni 47e                                          |
| 29 mars 2016     | Stade de Kégué Lomé, Togo                                       | Togo       | 0-0   | QCAN   |                                                     |
| 3 juin 2016      | Stade national El Hadj Hassan Gouled Aptidon Djibouti, Djibouti | Djibouti   | 3-0   | QCAN   | Sliti 15e, Harbaoui 45e, Khenissi 60e               |
| 4 septembre 2016 | Stade Mustapha-Ben-Jannet Monastir, Tunisie                     | Liberia    | 4-1   | QCAN   | Khazri 5e, Khenissi 35e, Khalifa 72e, Lahmar 76e    |
| 9 octobre 2016   | Stade Mustapha-Ben-Jannet Monastir, Tunisie                     | Guinée     | 2-0   | QCDM   | Abdennour 58e, Ben-Hatira 80e                       |
| 11 novembre 2016 | Stade Omar-Hamadi Bologhine, Algérie                            | Libye      | 0-1   | QCDM   | Khazri 50e                                          |
| 15 novembre 2016 | Stade olympique de Gabès Gabès, Tunisie                         | Mauritanie | 0-0   | Amical |                                                     |

## Effectif

### Appelés récemment
Les joueurs suivants ne font pas partie du dernier groupe appelé mais ont été retenus en équipe nationale au cours de l'année 2016.
| Pos. | Nom                   | Date de naissance | Sél. | Buts | Club               | Dernier match             |
| ---- | --------------------- | ----------------- | ---- | ---- | ------------------ | ------------------------- |
| DF   | Syam Ben Youssef      | 31 mars 1989      | 28   | 1    | SM Caen            | Liberia, 4 septembre 2016 |
| ML   | Saad Bguir            | 22 mars 1994      | 8    | 5    | Espérance de Tunis | Liberia, 4 septembre 2016 |
| AT   | Taha Yassine Khenissi | 6 janvier 1992    | 11   | 3    | Espérance de Tunis | Liberia, 4 septembre 2016 |
| ML   | Naïm Sliti            | 27 juillet 1992   | 1    | 1    | Lille OSC          | Djibouti, 3 juin 2016     |
| ML   | Mohamed Larbi         | 2 septembre 1987  | 4    | 0    | GFC Ajaccio        | Togo, 29 mars 2016        |
| DF   | Maher Hannachi        | 31 août 1984      | 5    | 1    | CS Sfax            | Togo, 29 mars 2016        |
| ML   | Mohamed Ali Moncer    | 28 avril 1991     | 17   | 3    | Espérance de Tunis | Togo, 29 mars 2016        |
| ML   | Youssef Msakni        | 28 octobre 1990   | 38   | 5    | Lekhwiya SC        | Togo, 29 mars 2016        |
| ML   | Jamel Saihi           | 27 janvier 1987   | 20   | 2    | Angers SCO         | Togo, 25 mars 2016        |
| ML   | Anice Badri           | 18 septembre 1990 | 1    | 0    | Espérance de Tunis | Togo, 25 mars 2016        |
| DF   | Zied Derbali          | 11 octobre 1984   | 5    | 0    | CS Sfax            | Mali, 31 janvier 2016     |
| ML   | Yassine Meriah        | 2 juillet 1993    | 6    | 0    | CS Sfax            | Mali, 31 janvier 2016     |
| ML   | Marouène Tej          | 28 avril 1988     | 4    | 0    | Étoile du Sahel    | Mali, 31 janvier 2016     |
| DF   | Ali Machani           | 12 juillet 1993   | 2    | 1    | Espérance de Tunis | Mali, 31 janvier 2016     |
| AT   | Hichem Essifi         | 27 février 1987   | 8    | 3    | Stade Gabésien     | Mali, 31 janvier 2016     |
| ML   | Ahmed Khalil          | 21 décembre 1994  | 2    | 0    | Club africain      | Mali, 31 janvier 2016     |
| ML   | Karim Aouadhi         | 2 mai 1986        | 8    | 1    | CS Sfax            | Nigeria, 22 janvier 2016  |
| AT   | Adem Rejaibi          | 5 avril 1994      | 2    | 0    | Espérance de Tunis | Guinée, 18 janvier 2016   |
| AT   | Seifeddine Jaziri     | 12 février 1993   | 1    | 0    | Club africain      | Guinée, 18 janvier 2016   |
| DF   | Iheb Mbarki           | 14 février 1992   | 2    | 0    | Espérance de Tunis | Guinée, 18 janvier 2016   |

### Buteurs
| Place   | Nom                    | CHAN 2016                        | Qualifications CAN 2017     | Qualifications CM 2018 | TOTAL des BUTS |
| 1       | Ahmed Akaichi          | 4 buts ( Guinée, Niger, Nigeria) | -                           | -                      | 4 buts         |
| 2       | Taha Yassine Khenissi  | -                                | 2 buts ( Djibouti, Liberia) | -                      | 2 buts         |
| -       | Saad Bguir             | 2 buts ( Niger)                  | -                           | -                      | 2 buts         |
| -       | Wahbi Khazri           | -                                | 1 but ( Liberia)            | 1 but ( Libye)         | 2 buts         |
| 4       | Änis Ben-Hatira        | -                                | -                           | 1 but ( Guinée)        | 1 but          |
| -       | Aymen Abdennour        | -                                | -                           | 1 but ( Guinée)        | 1 but          |
| -       | Saber Khalifa          | -                                | 1 but ( Liberia)            | -                      | 1 but          |
| -       | Hamza Lahmar           | -                                | 1 but ( Liberia)            | -                      | 1 but          |
| -       | Naïm Sliti             | -                                | 1 but ( Djibouti)           | -                      | 1 but          |
| -       | Hamdi Harbaoui         | -                                | 1 but ( Djibouti)           | -                      | 1 but          |
| -       | Youssef Msakni         | -                                | 1 but ( Togo)               | -                      | 1 but          |
| -       | Mohamed Ali Moncer     | 1 but ( Mali)                    | -                           | -                      | 1 but          |
| -       | Mohamed Amine Ben Amor | 1 but ( Niger)                   | -                           | -                      | 1 but          |
| -       | Hichem Essifi          | 1 but ( Niger)                   | -                           | -                      | 1 but          |
| Détails | 14 buteurs tunisiens   | 9 buts                           | 8 buts                      | 3 buts                 | 20 buts        |

## Classement FIFA
Le tableau ci-dessous présente les coefficients mensuels de l'équipe de Tunisie publiés par la FIFA durant l'année 2016.
| Mois | janv. | fév. | mars | avril | mai | juin | juillet | août | sept. | oct. | nov. | déc. |
| Rang | 40    | 48   | 47   | 47    | 47  | 47   | 45      | 45   | 42    |      |      |      |

Le tableau ci-dessous présente les coefficients mensuels de l'équipe de la Tunisie dans la CAF publiés par la FIFA durant l'année 2016.
| Mois | janv. | fév. | mars | avril | mai | juin | juillet | août | sept. | oct. | nov. | déc. |
| Rang | 5     | 6    | 5    | 7     | 7   | 6    | 6       | 6    | 4     |      |      |      |